# Liste der Bodendenkmale in Högsdorf
In der Liste der Bodendenkmale in Högsdorf sind die Bodendenkmale der Gemeinde Högsdorf nach dem Stand der Bodendenkmalliste des Archäologischen Landesamts Schleswig-Holstein von 2016 aufgelistet.
| Denkmal-ID           | Befundart               | Bezeichnung                              | Zeitstellung                 | Lage | Bemerkungen        | Bild |
| -------------------- | ----------------------- | ---------------------------------------- | ---------------------------- | ---- | ------------------ | ---- |
| aKD-ALSH-Nr. 002 718 | Grabmal > Grabhügel     | Grabhügel                                | Vor- und/oder Frühgeschichte |      |                    |      |
| aKD-ALSH-Nr. 002 719 | Grabmal > Grabhügel     | Grabhügel                                | Vor- und/oder Frühgeschichte |      |                    |      |
| aKD-ALSH-Nr. 002 720 | Grabmal > Grabhügel     | Grabhügel                                | Vor- und/oder Frühgeschichte |      |                    |      |
| aKD-ALSH-Nr. 002 721 | Grabmal > Grabhügel     | Grabhügel                                | Vor- und/oder Frühgeschichte |      |                    |      |
| aKD-ALSH-Nr. 002 722 | Grabmal > Grabhügel     | Grabhügel                                | Vor- und/oder Frühgeschichte |      |                    |      |
| aKD-ALSH-Nr. 002 723 | Grabmal > Grabhügel     | Grabhügel                                | Vor- und/oder Frühgeschichte |      |                    |      |
| aKD-ALSH-Nr. 002 724 | Grabmal > Grabhügel     | Grabhügel                                | Vor- und/oder Frühgeschichte |      |                    |      |
| aKD-ALSH-Nr. 002 725 | Grabmal > Grabhügel     | Grabhügel                                | Vor- und/oder Frühgeschichte |      |                    |      |
| aKD-ALSH-Nr. 002 726 | Grabmal > Grabhügel     | Grabhügel                                | Vor- und/oder Frühgeschichte |      |                    |      |
| aKD-ALSH-Nr. 002 727 | Grabmal > Grabhügel     | Grabhügel                                | Vor- und/oder Frühgeschichte |      |                    |      |
| aKD-ALSH-Nr. 002 728 | Grabmal > Langbett      | Langbett/Steinreihe                      | Neolithikum                  |      |                    |      |
| aKD-ALSH-Nr. 002 729 | Grabmal > Grabhügel     | Grabhügel                                | Vor- und/oder Frühgeschichte |      |                    |      |
| aKD-ALSH-Nr. 002 730 | Grabmal > Grabhügel     | Grabhügel                                | Vor- und/oder Frühgeschichte |      |                    |      |
| aKD-ALSH-Nr. 002 731 | Befestigung > Burg      | Burg/Motte/Ringwall/Turmhügel            | Mittelalter                  |      |                    |      |
| aKD-ALSH-Nr. 002 732 | Grabmal > Grabhügel     | Grabhügel                                | Vor- und/oder Frühgeschichte |      |                    |      |
| aKD-ALSH-Nr. 002 733 | Grabmal > Grabhügel     | Grabhügel                                | Vor- und/oder Frühgeschichte |      |                    |      |
| aKD-ALSH-Nr. 002 734 | Grabmal > Grabhügel     | Grabhügel                                | Vor- und/oder Frühgeschichte |      |                    |      |
| aKD-ALSH-Nr. 002 735 | Grabmal > Langbett      | Langbett/Steinreihe                      | Neolithikum                  |      |                    |      |
| aKD-ALSH-Nr. 002 736 | Grabmal > Langbett      | Langbett/Steinreihe                      | Neolithikum                  |      |                    |      |
| aKD-ALSH-Nr. 002 737 | Grabmal > Langbett      | Langbett/Steinreihe                      | Neolithikum                  |      |                    |      |
| aKD-ALSH-Nr. 002 738 | Grabmal > Grabhügel     | Grabhügel                                | Vor- und/oder Frühgeschichte |      |                    |      |
| aKD-ALSH-Nr. 002 739 | Grabmal > Grabhügel     | Grabhügel                                | Vor- und/oder Frühgeschichte |      |                    |      |
| aKD-ALSH-Nr. 002 740 | Grabmal > Grabhügel     | Grabhügel                                | Vor- und/oder Frühgeschichte |      |                    |      |
| aKD-ALSH-Nr. 002 741 | Grabmal > Grabhügel     | Grabhügel                                | Vor- und/oder Frühgeschichte |      |                    |      |
| aKD-ALSH-Nr. 002 742 | Grabmal > Grabhügel     | Grabhügel                                | Vor- und/oder Frühgeschichte |      |                    |      |
| aKD-ALSH-Nr. 002 743 | Grabmal > Gräberfeld    | Urnenfeld/Friedhof                       | Eisenzeit                    |      | 159 Steinsetzungen |      |
| aKD-ALSH-Nr. 002 744 | Grabmal > Grabhügel     | Grabhügel                                | Vor- und/oder Frühgeschichte |      |                    |      |
| aKD-ALSH-Nr. 002 745 | Grabmal > Grabhügel     | Grabhügel                                | Vor- und/oder Frühgeschichte |      |                    |      |
| aKD-ALSH-Nr. 002 746 | besonderer Stein        | Inschriftenstein/Grenzstein/Schalenstein |                              |      |                    |      |
| aKD-ALSH-Nr. 002 747 | Grabmal > Langbett      | Langbett/Steinreihe                      | Neolithikum                  |      |                    |      |
| aKD-ALSH-Nr. 002 748 | Grabmal > Grabhügel     | Grabhügel                                | Vor- und/oder Frühgeschichte |      |                    |      |
| aKD-ALSH-Nr. 002 749 | Grabmal > Grabhügel     | Grabhügel                                | Vor- und/oder Frühgeschichte |      |                    |      |
| aKD-ALSH-Nr. 002 750 | Grabmal > Großsteingrab | Steinkammer                              | Vor- und/oder Frühgeschichte |      |                    |      |
| aKD-ALSH-Nr. 002 751 | Grabmal > Großsteingrab | Steinkammer                              | Vor- und/oder Frühgeschichte |      |                    |      |